# Pascal Schmidt (Fußballspieler, 1992)
Pascal Schmidt (* 17. Januar 1992 in Unna) ist ein deutscher Fußballspieler.

## Laufbahn
In der Jugend spielte Schmidt für den Königsborner SV, die Hammer SpVg sowie Rot Weiss Ahlen. Für Ahlen gab er in der 3. Liga am 6. November 2010 sein Profi-Debüt im Spiel bei Jahn Regensburg. Am 6. Juni 2011 wurde sein Wechsel zum Regionalligisten FC Schalke 04 II bekannt gegeben. Zur Saison 2013/14 wechselte er zu Arminia Bielefeld, wo er einen Zweijahresvertrag unterschrieb. In seinem ersten Jahr spielte er nur für die Oberligareserve, die er mit 22 Saisontoren zur Oberligameisterschaft schoss. Im August 2014 löste Schmidt seinen Vertrag in Bielefeld wieder auf und wechselte zum Regionalligisten Sportfreunde Lotte. Nach anderthalb Jahren verließ er Lotte und schloss sich im Januar 2016 dem Oberligisten KFC Uerdingen 05 an. Im März 2017 zog er sich eine schwere Knieverletzung zu und fiel für den Rest der Saison aus. Der KFC stieg am Saisonende in die Regionalliga auf und Schmidt verließ den Verein. Im September 2017 verpflichtete ihn Oberligist Hammer SpVg.